# Ren Gill
Pour les articles homonymes, voir Gill.
 (octobre 2024).
La mise en forme du texte ne suit pas les recommandations de Wikipédia : il faut le « wikifier ».
Les points d'amélioration suivants sont les cas les plus fréquents :
- Les titres sont pré-formatés par le logiciel. Ils ne sont ni en capitales, ni en gras.
- Le texte ne doit pas être écrit en capitales (les noms de famille non plus), ni en gras, ni en italique, ni en « petit »…
- Le gras n'est utilisé que pour surligner le titre de l'article dans l'introduction, une seule fois.
- L'italique est rarement utilisé : mots en langue étrangère, titres d'œuvres, noms de bateaux, etc.
- Les citations ne sont pas en italique mais en corps de texte normal. Elles sont entourées par des guillemets français : « et ».
- Les listes à puces sont à éviter, des paragraphes rédigés étant largement préférés. Les tableaux sont à réserver à la présentation de données structurées (résultats, etc.).
- Les appels de note de bas de page (petits chiffres en exposant, introduits par l'outil «  Source ») sont à placer entre la fin de phrase et le point final[comme ça].
- Les liens internes (vers d'autres articles de Wikipédia) sont à choisir avec parcimonie. Créez des liens vers des articles approfondissant le sujet. Les termes génériques sans rapport avec le sujet sont à éviter, ainsi que les répétitions de liens vers un même terme.
- Les liens externes sont à placer uniquement dans une section « Liens externes », à la fin de l'article. Ces liens sont à choisir avec parcimonie suivant les règles définies. Si un lien sert de source à l'article, son insertion dans le texte est à faire par les notes de bas de page.
- La présentation des références doit suivre les conventions bibliographiques. Il est recommandé d'utiliser les modèles {{Ouvrage}}, {{Chapitre}}, {{Article}}, {{Lien web}} et/ou {{Bibliographie}}. Le mode d'édition visuel peut mettre en forme automatiquement les références.
- Insérer une infobox (cadre d'informations à droite) n'est pas obligatoire pour parachever la mise en page.

Pour une aide détaillée, merci de consulter Aide:Wikification.
Si vous pensez que ces points ont été résolus, vous pouvez retirer ce bandeau et améliorer la mise en forme d'un autre article.
Ren Eryn Gill, (né Ren Erin Gill, le 29 mars 1990), connu sous le nom de Ren, est un auteur-compositeur-interprète, musicien, rappeur, producteur et réalisateur gallois. Il est un ancien membre du groupe de hip-hop indépendant Trick The Fox et du groupe de rue britannique The Big Push.
En 2022, Ren a publié « Hi Ren », une vidéo virale qui est entrée dans le classement mondial des tendances musicales YouTube .Elle a été vue 6,8 millions de fois en deux mois et a reçu une mention honorable pour le meilleur clip européen aux Prague Music Video Awards, ainsi qu'une nomination pour le meilleur clip au festival Camerimage en 2023.
Les six chansons que Ren publia ensuite : « Sick Boi », « Bittersweet Symphony (The Verve Retake) », « Illest of Our Time », « Animal Flow » et « Suicide » ont également fait partie du classement des tendances musicales de YouTube au Royaume-Uni. Ren a été invité à jouer au festival de Glastonbury en 2023 et à d'autres grands festivals de musique estivaux au Royaume-Uni.
Ren a publié deux albums : Freckled Angels (2016) et Sick Boi (2023). Le 20 octobre 2023, Sick Boi atteint la première place des charts britanniques. Aux États-Unis, il débute à la 137e place du Billboard 200. Dans le Billboard's Emerging Artists chart, Ren démarre en 4ème place, ainsi qu'à la 54e place du Billboard 100 Artists chart.
"Money Game part 3", de l'album Sick Boi, a remporté le prix du meilleur clip vidéo, du meilleur réalisateur et du meilleur concept aux London Music Video Awards en décembre 2023. Il a été nommé pour la meilleure photographie et la meilleure narration aux London Music Awards de 2024. Il a remporté le prix du meilleur clip vidéo, du meilleur réalisateur de clip et une mention honorable pour la meilleure photographie aux International Music Video Awards de 2024, ainsi que le prix du meilleur clip vidéo en 2024 au Festival européen du film indépendant. Il a également été sélectionné dans la shortlist des British Arrows Y24, dans les catégories "réalisateur de vidéoclips" et "producteur de vidéoclips". Ce morceau a été écrit, composé, arrangé et interprété par Ren, tandis qu'il était accompagné par Samuel Perry-Falvey pour la réalisation du clip,.

## Vie et carrière
Ren est né le 29 mars 1990 à Bangor, Gwynedd, Pays de Galles, et a grandi à Dwyran, sur l'île d' Anglesey. Il a appris seul à jouer de la guitare en ralentissant des morceaux de Jimi Hendrix et de John Frusciante(20:11). Il rêvait déjà de devenir musicien et, à 12 ans, vendait des beats sur CD qu'il réalisait en utilisant Reason,(01:33). À 13 ans, il commence à se produire en direct en interprétant une chanson d'AFI(11:02).

### Son premier album:Freckled Angel
Ren déménage ensuite à Bath pour étudier l'interprétation musicale à l'Université de Bath Spa. Là-bas, il crée un groupe nommé Trick The Fox(01:45). Ren est repéré par Eric Appapoulay alors qu'il joue dans la rue(34:23). En 2010, il signe un contrat d'enregistrement avec Sony Records. Ren va alors à Londres avec Eric(35:00) et commence à travailler sur son premier album avec Charlie Fowler au Sanctuary studio dans Londres-Sud. Ils y écrivent des morceaux, enregistrent, publient des morceaux et des vidéos sur les comptes Facebook et YouTube du groupe, et Tom Frampton rejoint alors le groupe,.
Ren tombe trop malade pour terminer l'album et déménage au Pays de Galles(2:30). Il est alité jusqu'à 23 heures par jour. En 2013, Ren déménage à Brighton. Dans sa chambre, il écrit des chansons et enregistre de la musique. Le 2 janvier 2016 sort le premier album solo de Ren, Freckled Angels. L'album auto-publié contient 16 titres, dont environ la moitié étaient des morceaux enregistrés pour l'album de Trick The Fox. Eric Appapooulay avait donné à Ren la permission de les utiliser,(38:08). Ren dédie l'album et la chanson titre à l'un de ses meilleurs amis, Joe Hughes, qui s'était suicidé en 2010,. Cet album a notamment été réutilisé pour nommer un restaurant de Menai Bridge, Anglesey. Le 15 février 2016, Ren sort son premier single officiel, "Jessica".
Ren participe au film Unrest paru en 2017, et la bande-originale comprend "Patience", une de ses créations. Il était à l'époque porte-parole de Lyme Disease UK. Ren continue à enregistrer et à publier de la musique et des vidéoclips au cours des années suivantes, à la fois en solo et en collaboration avec d'autres artistes indépendants basés au Royaume-Uni, principalement sur sa chaîne YouTube personnelle.
Le 15 décembre 2022, il auto-publie un clip pour sa chanson « Hi Ren », qui devient un succès viral, cumulant 6,8 millions de vues sur YouTube en deux mois. En avril 2023, le clip de « Hi Ren » reçoit une mention honorable dans la catégorie du meilleur clip européen aux Prague Music Video Awards et en octobre 2023, il est nommé pour le prix Camerimage 2023 du meilleur clip. Ren y est désigné comme le réalisateur et Samuel Perry-Falvey comme le directeur de la photographie,. En février 2023, Ren publie une « reprise » de la chanson de Verve « Bitter Sweet Symphony ». Le bassiste de Verve, Simon Jones, lui a indiqué apprécier cette repriser et lui a offert une guitare en cadeau.

### Sa maladie: la maladie de Lyme
Durant de nombreuses années, Ren a dû faire face à des problèmes de santé. Dans le clip de Hi Ren, il évoque sa lutte contre des troubles auto-immuns, la maladie et la psychose. On lui a d'abord diagnostiqué à tort une dépression et un trouble bipolaire, puis, en Belgique, on a découvert qu'il souffrait de la maladie de Lyme,,. En 2016, il reçoit un traitement expérimental à base de cellules souches,. C'est dans le but de collecter des fonds pour ce traitement que Ren a écrit l'album Freckled Angels. Après le traitement, il regagne un peu d'énergie,, mais reste assez affaibli. Il souffre de troubles auto-immuns persistants, de lésions cérébrales et d'un syndrome de stress post-traumatiquedû à son mauvais diagnostic et donc des années de médicamentation inadaptée. Malgré cela, il « commence à chanter dans les rues de Brighton »,.
En mai 2023, Ren est interviewé par Justin Hawkins du groupe The Darkness sur la chaîne YouTube de Hawkins(0.00:00). Ren déclare que depuis qu'il est tombé malade, tout son travail est étroitement lié à la recherche de meilleurs moyens de traiter les problèmes de santé mentale. Depuis janvier 2023, il se trouve au Canada où il reçoit un traitement médical spécialisé pour sa maladie,. En juin 2023, Ren a remis un chèque de 21 000 £ à l'équipage de la RNLI à Beaumaris, Anglesey. Fort de son statut de musicien, il avait poussé ses fans à collecter des fonds, pour récompenser le formidable travail de sauvetage de la RNLI  et leurs efforts pour tenter de retrouver son ami Joe Hughes, qui avait sauté du pont suspendu de Menai en 2010. Ren fait souvent usage de son statut de personnalité médiatisée afin de sensibiliser aux enjeux de santé mentale.

### The Big Push
En dehors de sa carrière solo, Ren était membre de The Big Push, un groupe de rue basé à Brighton. Il était composé de Glenn Chambers à la batterie, ainsi que Ren, Romain Axisa et Gorran Kendall à l'avant de la scène,. Leur tournée britannique, en 2021, affiche complet. The Big Push joue son dernier concert et se sépare en 2022, en partie à cause des problèmes de santé de Ren.
Ren est nommé parmi les artistes prometteurs de 2023 par le magazine Atwood, le Société Magazine le classe parmi les « Le Top des artistes à surveiller dans le Sussex », et le critique musical Gareth Branwyn a qualifié sa musique d'« intense », « rafraîchissante et unique » et son rap d'« impressionnant ».

### Un deuxième album solo:Sick boi
Son deuxième album Sick Boi est publié le 13 octobre 2023. Il est décrit comme relevant du hip-hop kaléidoscopique. Il décrit le parcours de santé de Ren au cours de la dernière décennie. Les paroles de plusieurs chansons décrivent son ressenti et les épreuves qu'il a traversées dans sa lutte contre sa maladie chronique,. Ce sont sa franchise et son honnêteté dans sa description de ses problèmes de santé (à la fois mentale et physique) qui ont attiré l'attention du public vers ses morceaux.
Durant l'année précédant la sortie de l'album, plusieurs morceaux de l'album sont publiés en tant que singles sur les principaux services de streaming, avec des vidéos les accompagnant, publiées sur la chaîne YouTube de Ren. Deux des singles, « Suicide » et « Murderer », se classent dans le Top 100 du UK Singles Sales Chart au cours de la semaine suivant leur sortie. À sa sortie, l'album Sick Boi mène une « bataille acharnée pour la première place des albums au Royaume-Uni », avec moins de 400 unités d'écart avec le nouvel album de Rick Astley, Are We There Yet ?. Sick Boi s'assure ensuite la première place avec près de 6 000 unités d'avance, surpassant même des artistes comme Drake et Troye Sivan dans sa course. Ren n'a pas pu se produire en concert pour promouvoir son album, à cause de son traitement en cours à Calgary,. Selon lui, le succès de l'album est dû à la promotion de celui-ci faite par ses amis et par ses fans,.
Aux Etats-Unis, Ren débute à la 4ème place de l'Emerging Artists chart et à la 54ème place du Billboard 100 Artists chart. Son album, Sick Boi, fait ses débuts "en tant que 137ème du Billboard 200 avec 9000 unités (équivalents-album) obtenus durant sa première semaine. Il commence également à la 2ème place du Heatseekers Albums, la 11ème place du Top Current Album Sales et la 13ème place du Top Album Sales."
Le 1er novembre 2023, Rolling Stone UK annonce que Ren fait partie des cinq artistes qui avaient laissé « leur propre formidable empreinte sur la musique britannique au cours de l'année » et qui sont nommés pour le Breakthrough Award aux Rolling Stone UK Awards de 2023.
Money Game part 3, de l'album Sick Boi, est choisi par les London Music Video Awards (LMVA) comme clip du mois de décembre 2023. Il remporte le prix du meilleur clip, du meilleur réalisateur et du meilleur concept, et est nommé dans les catégories "meilleure cinématographie" et "meilleur narration" au concours des LMVAs 2024. Aux International Music Video Awards de 2024, il remporte le prix du meilleur clip vidéo, du meilleur réalisateur de clip, ainsi qu'une mention honorable dans la catégorie "meilleure photographie", et remporte le prix du meilleur clip vidéo en 2024 au Festival européen du film indépendant. Il fait également partie de la shortlist des British Arrows Y24 dans les catégories "réalisateur de clip vidéo" et "producteur de clip vidéo". Money Game part 3 a été écrit, composé, arrangé et interprété par Ren, et le clip a été réalisée par Ren Gill et Samuel Perry-Falvey,. Le clip a été produit par Connor Hunnisett, Samuel Perry-Falvey et Amy Ellery.

### Productions sceniques
Ren apparaît sur le devant de la scène lors de la Secret Garden Party de 2024, avec un show de heures, en deux parties intitulé « Asylum ». Produit et créé par Ren Gill & Secret Garden Party, son premier spectacle solo depuis 5 ans, comprend des collaborations avec Chinchilla, Eden Nash et Romain Axisa, ainsi que des performances théâtrales et de la guitare en direct. Tout comme l'album Sick Boi, il met en scène l'expérience en asile que Ren a connue alors qu'il cherchait des réponses sur les causes de sa maladies auprès du corps médical. Il met également en avant l'asile (en tant que refuge) que certains ont pu trouver à travers Ren et sa musique,.
Ren est choisi pour se produire en direct aux Sky Arts Awards 2024 aux côtés de The Darkness, Slash et Brian Johnson, The Three Sopranos, The Kanneh-Masons et Aleighcia Scott,.

## Discographie
Ren a également collaboré avec de nombreux artistes comme Prof, Chris Webby, Viktus et Knox Hill. Pour plus de détail, consulter leurs discographies.

### Albums studio
| Titre           | Détails de l'album                                                                                       | Meilleur classement | Meilleur classement     | Meilleur classement | Meilleur classement | Meilleur classement |
| Titre           | Détails de l'album                                                                                       | ROYAUME-UNI         | ROYAUME-UNI Hip-Hop/R&B | Australie           | Ecosse              | USA ,               |
| --------------- | --- | ------------------- | ----------------------- | ------------------- | ------------------- | ------------------- |
| Freckled Angels | - Sortie : 15 janvier 2016 - Label : Auto-produit - Formats : Téléchargement numérique, CD               | —                   | —                       | —                   | —                   | —                   |
| Sick Boi        | - Sortie : 13 octobre 2023 - Label : Auto-produit - Formats : Téléchargement numérique, CD, LP, cassette | 1                   | 1                       | 28                  | 1                   | 137                 |

### EPs
| Titre                       | Détails de l'EP                                                                                  |
| --------------------------- | ------------------------------------------------------------------------------------------------ |
| The Tale of Jenny & Screech | - Sortie : 15 septembre 2019 - Label : Auto-produit - Formats : Téléchargement numérique, CD, EP |
| Démos (Do Not Share), Vol 1 | - Sortie : 29 avril 2020 - Label : Auto-produit - Formats : Téléchargement numérique, CD, EP     |
| Démos (Do Not Share), Vol 2 | - Sortie : 14 octobre 2020 - Label : Auto-produit - Formats : Téléchargement numérique, CD, EP   |
| Violet's Tale               | - Sortie : 29 juillet 2022 - Label : Auto-produit - Formats : Téléchargement numérique, CD, EP   |

### Singles
| Année | Titre                              | Ventes au Royaume-Uni | Album/EP          |
| ----- | ---------------------------------- | --------------------- | ----------------- |
| 2018  | "Jessica" (featuring Orlean)       | —                     | Single sans album |
| 2018  | "Girls!"                           | —                     | Single sans album |
| 2018  | "Blind Eyed" (avec Sam Tompkins)   | —                     | Single sans album |
| 2018  | "Children of the Moon"             | —                     | Single sans album |
| 2019  | "Humble" (avec Eden Nash)          | —                     | Single sans album |
| 2019  | "Money Game"                       | —                     | Single sans album |
| 2019  | "How to Be Me" (avec Chinchilla)   | —                     | Single sans album |
| 2021  | "Chalk Outlines" (avec Chinchilla) | —                     | Single sans album |
| 2022  | "Power"                            | —                     | Single sans album |
| 2022  | "Violet's Tale"                    | —                     | Violet's Tale     |
| 2022  | "The Hunger"                       | —                     | Sick Boi          |
| 2022  | "Genesis"                          | —                     | Sick Boi          |
| 2022  | "What You Want"                    | —                     | Sick Boi          |
| 2022  | "Hi Ren"                           | 50                    | Single sans album |
| 2023  | "Sick Boi"                         | —                     | Sick Boi          |
| 2023  | "Illest of Our Time"               | —                     | Sick Boi          |
| 2023  | "Animal Flow"                      | —                     | Sick Boi          |
| 2023  | "Suicide"                          | 94                    | Sick Boi          |
| 2023  | "Murderer"                         | 95                    | Sick Boi          |
| 2023  | "Love Music, Pt. 4"                | —                     | Sick Boi          |
| 2023  | "Down on the Beat" (ft. Viktus)    | —                     | Sick Boi          |
| 2023  | "Masochist"                        | —                     | Sick Boi          |
| 2023  | "Lost All Faith"                   | —                     | Sick Boi          |
| 2023  | "Money Game, Pt. 3"                | —                     | Sick Boi          |
| 2024  | "Mackay"                           | —                     | Single sans album |
| 2024  | "Pain Salesman" (Prof ft. Ren)     | —                     | Single sans album |
| 2024  | "Baggage"(Chris Webby ft. Ren)     | —                     | Single sans album |
| 2024  | "Troubles"                         | 12                    | À venir           |
| 2024  | "KUJO BEAT DOWN"                   | 15                    | Single sans album |